# Honduras departement
Honduras departement Honduras är uppdelat i 18 departement (departamentos). Varje departement styrs av en guvernör som ansvarar inför Honduras president.

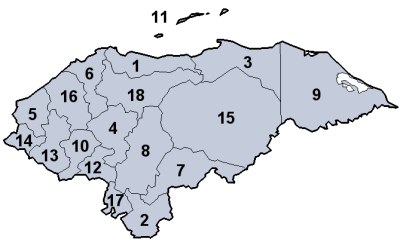
Honduras departement

|     | Department        | Huvudstad           | Invånare (2001) | Area (km²) |
| --- | ----------------- | ------------------- | --------------- | ---------- |
| 1.  | Atlántida         | La Ceiba            | 344,099         | 4,251      |
| 2.  | Choluteca         | Choluteca           | 390,805         | 4,211      |
| 3.  | Colón             | Trujillo            | 246,708         | 8,875      |
| 4.  | Comayagua         | Comayagua           | 352,881         | 5,196      |
| 5.  | Copán             | Santa Rosa de Copán | 288,766         | 3,203      |
| 6.  | Cortés            | San Pedro Sula      | 1,202,510       | 3,954      |
| 7.  | El Paraíso        | Yuscarán            | 350,054         | 7,218      |
| 8.  | Francisco Morazán | Tegucigalpa         | 1,180,676       | 7,946      |
| 9.  | Gracias a Dios    | Puerto Lempira      | 67,384          | 16,630     |
| 10. | Intibucá          | La Esperanza        | 179,862         | 3,072      |
| 11. | Islas de la Bahía | Roatán              | 38,073          | 261        |
| 12. | La Paz            | La Paz              | 156,560         | 2,331      |
| 13. | Lempira           | Gracias             | 250,067         | 4,290      |
| 14. | Ocotepeque        | Nueva Ocotepeque    | 108,029         | 1,680      |
| 15. | Olancho           | Juticalpa           | 419,561         | 24,351     |
| 16. | Santa Bárbara     | Santa Bárbara       | 342,054         | 5,115      |
| 17. | Valle             | Nacaome             | 151,841         | 1,565      |
| 18. | Yoro              | Yoro                | 465,414         | 7,939      |